# Пазяльське сільське поселення
Пазя́льське сільське поселення (рос. Пазяльское сельское поселение) — муніципальне утворення в складі Можгинського району Удмуртії, Росія. Адміністративний центр — присілок Пазял.
Населення — 924 особи (2015; 971 в 2012, 977 в 2010).
До складу поселення входять такі населені пункти:
| Населений пункт  | Населення, осіб (2010) | Населення, осіб (2012) |
| ---------------- | ---------------------- | ---------------------- |
| Ключі, присілок  | 47                     | 49                     |
| Пазял, присілок  | 807                    | 799                    |
| Чуж'єм, присілок | 123                    | 123                    |

В поселенні діють школа та садочок (Пазял), фельдшерсько-акушерський пункт, клуб, бібліотека.
Серед промислових підприємств працює ТОВ «Родина».